# Markus Enzweiler
Markus Enzweiler (* 1979 in Merzig) ist ein deutscher Professor im Fachbereich Informatik und Informationstechnik der Hochschule Esslingen. Er gründete und leitet dort das Institut für Intelligente Systeme (IIS).

## Leben und Wirken
Markus Enzweiler studierte Informatik an der Hochschule Bonn-Rhein-Sieg und an der Universität Ulm mit einem Auslandsaufenthalt am Centre for Vision Research der York University in Toronto, Kanada. Seine Schwerpunkte lagen in den Bereichen Bildverstehen und künstliche Intelligenz. Er war Stipendiat der Studienstiftung des deutschen Volkes und schloss sein Studium im Jahr 2005 mit dem Master ab. Im Jahr 2011 wurde er an der Ruprecht-Karls-Universität Heidelberg mit der Dissertation Compound Models for Vision-Based Pedestrian Recognition und der Auszeichnung summa cum laude zum Dr. rer. nat. promoviert. Von 2010 bis 2021 war er bei der Mercedes-Benz AG in der Entwicklung von Fahrerassistenzsystemen und automatisiertem Fahren tätig. Sein Schwerpunkt lag in dieser Zeit auf der sensorbasierten Umfeldwahrnehmung mit Methoden des maschinellen Lernens.  
Markus Enzweiler wurde 2021 als Professor für autonome Systeme in den Fachbereich Informatik und Informationstechnik der Hochschule Esslingen berufen. Er ist Junior-Fellow der Gesellschaft für Informatik, Koautor vielzitierter Publikationen und erhielt mehrere Auszeichnungen im Bereich Fahrerassistenzsysteme.   

## Auszeichnungen
- 2012: Uni-DAS Wissenschaftspreis[6]
- 2012: IEEE Intelligent Transportation Systems Best Dissertation Award[7]
- 2013: Deutsche Arbeitsgemeinschaft für Mustererkennung (DAGM) GCPR Main Paper Price[8]
- 2014: IEEE Intelligent Transportation Systems Outstanding Application Award[9]
- 2014: IEEE Intelligent Vehicles Symposium, Best Paper Award
- 2016: IEEE Intelligent Vehicles Symposium, Best Paper Award[10]
- 2020: IEEE Intelligent Vehicles Symposium, Best Paper Award[11]

## Nachweise
1. ↑  Hochschule Esslingen: Markus Enzweiler. Abgerufen am 13. Februar 2025.
2. ↑  Hochschule Esslingen: IIS - Institut für Intelligente Systeme. Abgerufen am 13. Februar 2025.
3. ↑  Markus Enzweiler: Compound Models for Vision-Based Pedestrian Recognition. 2011, abgerufen am 13. Februar 2025.
4. ↑  Gesellschaft für Informatik (GI): Junior-Fellows - Gesellschaft für Informatik e.V. Abgerufen am 13. Februar 2025 (deutsch).
5. ↑  Google Scholar - Publikationsliste von Markus Enzweiler. Abgerufen am 13. Februar 2025.
6. ↑  Uni-DAS e.V. – Wissenschaftspreis. Abgerufen am 13. Februar 2025.
7. ↑  Tom Duhamel: IEEE ITS Best Dissertation Award. Abgerufen am 13. Februar 2025 (amerikanisches Englisch).
8. ↑  DAGM GCPR (Awards). Abgerufen am 13. Februar 2025.
9. ↑  IEEE 2014 ITS Award Announcement [Society News]. In: IEEE Intelligent Transportation Systems Magazine. Band 7, Nr. 1, 2015, ISSN 1941-1197, S. 120–122, doi:10.1109/MITS.2014.2374041 (ieee.org [abgerufen am 13. Februar 2025]).
10. ↑  Best Paper Awards | 2016 IEEE Intelligent Vehicles Symposium. Abgerufen am 13. Februar 2025 (amerikanisches Englisch).
11. ↑  Christoph Rist and colleagues win Best Paper Award at the IEEE Intelligent Vehicles Symposium 2020 | Intelligent Vehicles Group. Abgerufen am 13. Februar 2025 (amerikanisches Englisch).

| Personendaten    | Personendaten                              |
| ---------------- | ------------------------------------------ |
| NAME             | Enzweiler, Markus                          |
| KURZBESCHREIBUNG | deutscher Informatiker und Hochschullehrer |
| GEBURTSDATUM     | 1979                                       |
| GEBURTSORT       | Merzig                                     |